# Christus-Verlosserkathedraal (Moskou)
De Christus-Verlosserkathedraal (Russisch: Храм Христа Спасителя, Chram Christa Spasitelja) is een kerk in Moskou, gelegen aan de Moskva, niet ver van het Kremlin en het Poesjkinmuseum. De kathedraal is de hoogste en grootste Russisch-orthodoxe kerk in de wereld en tevens de hoogste orthodoxe kerk ter wereld.

## Geschiedenis

### Bouw

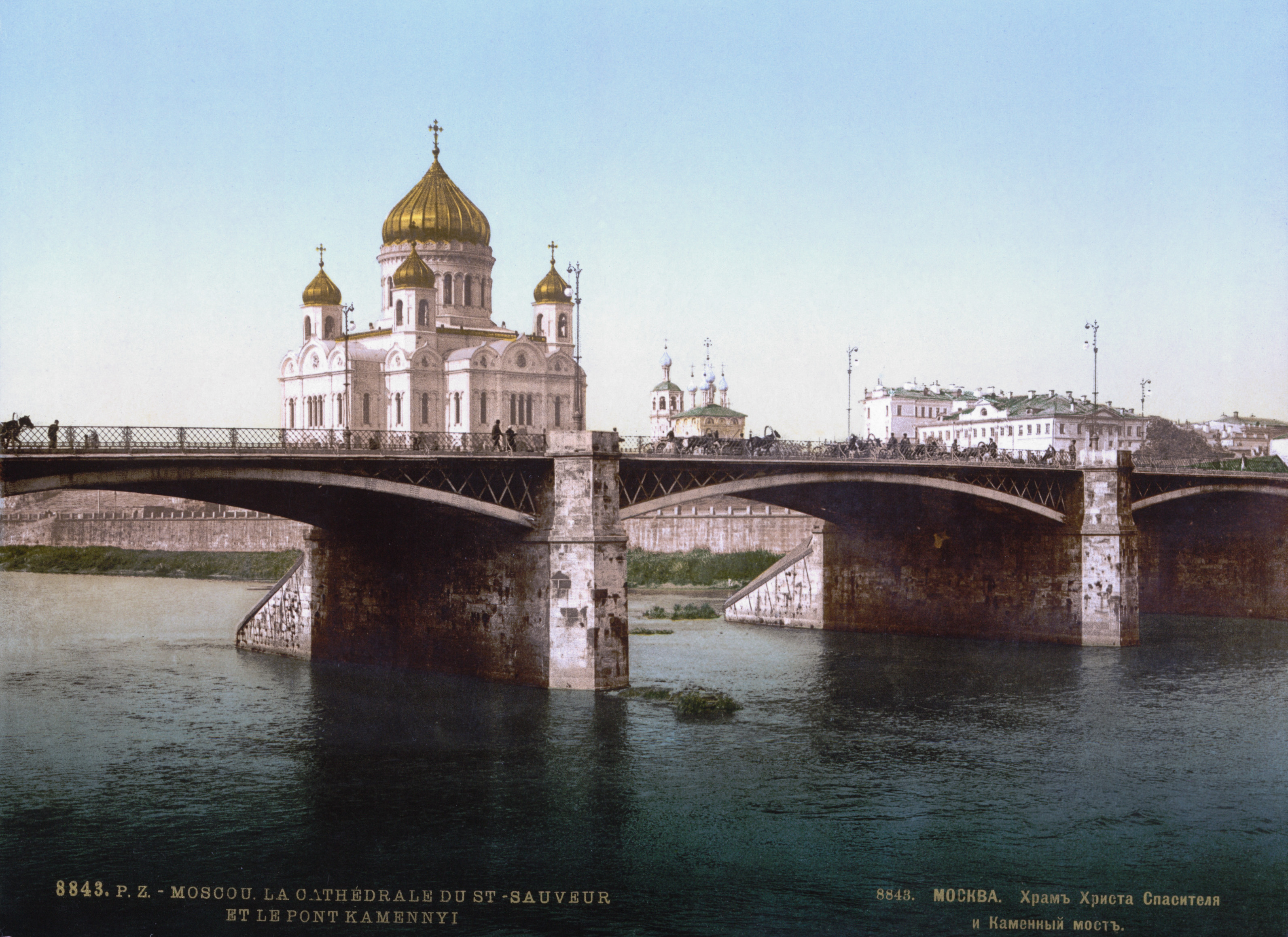
De kathedraal in 1905

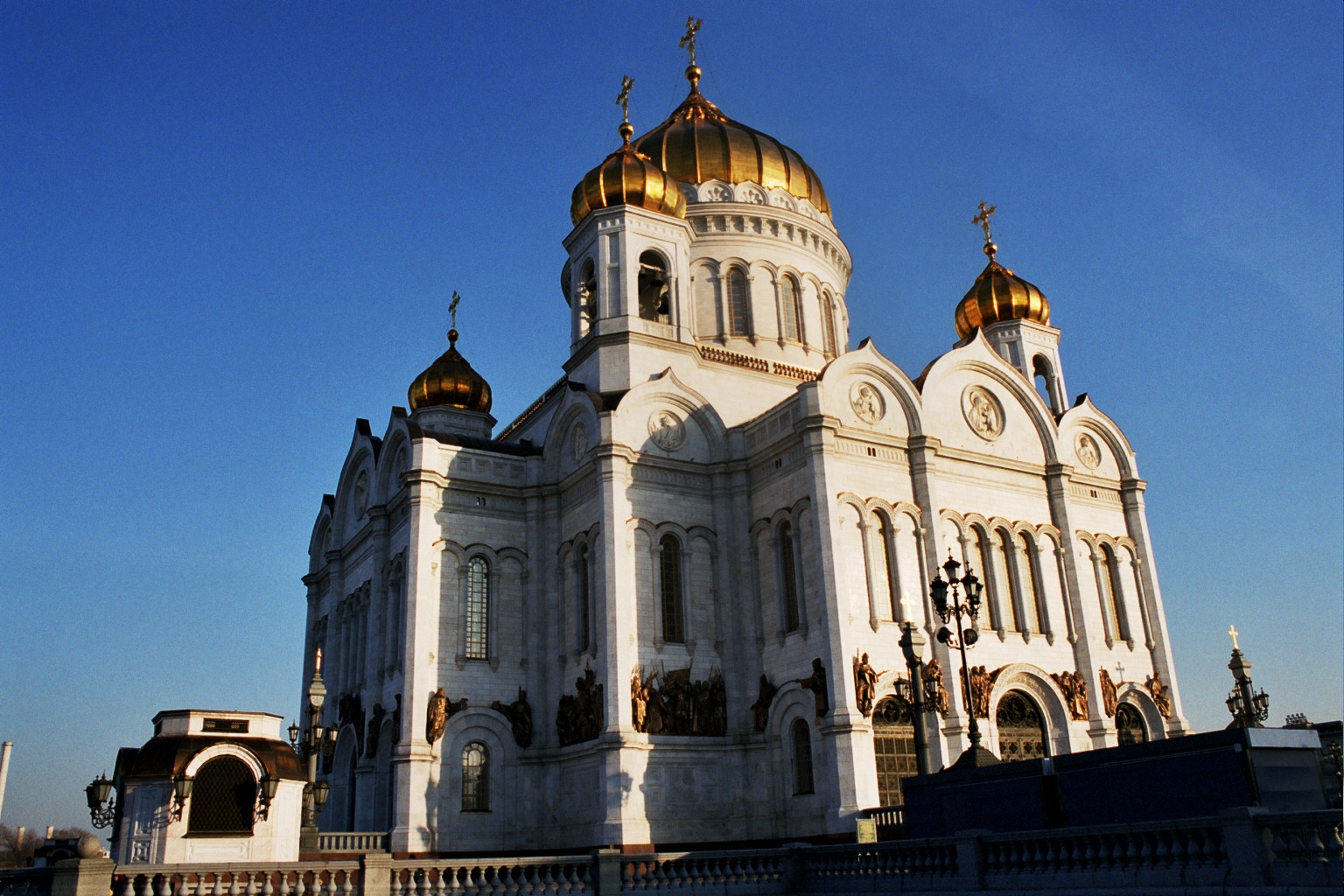
De kathedraal anno 2002

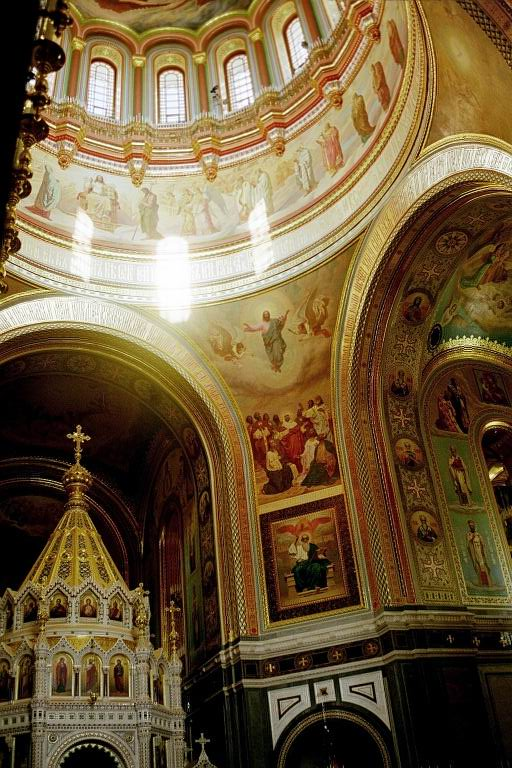
Binnenaanzicht

Toen in 1812 de laatste soldaten van Napoleons Grande Armée Moskou verlieten, tekende tsaar Alexander I een manifest, waarin hij zijn intentie uitsprak om ter herdenking aan de opoffering van het Russische volk een kathedraal te bouwen voor Christus de Verlosser. In 1817 keurde Alexander het neoclassicistische ontwerp met vrijmetselaarssymbolen goed, maar de plaats waar de kerk gebouwd zou moeten worden, de Mussenheuvels, bleek niet stevig genoeg.
In 1825 volgde de orthodoxe Nicolaas I zijn broer op. Nicolaas was niet gecharmeerd van het oorspronkelijke ontwerp en liet zijn favoriete architect Konstantin Thon een nieuw ontwerp maken. Thon koos de Aya Sofia in Constantinopel als uitgangspunt voor het ontwerp. Dit ontwerp werd door de tsaar goedgekeurd en in 1837 werd een nieuwe plaats, dichter bij het Kremlin, gekozen door de tsaar. Omdat een klooster en de bijbehorende kerk op de nieuwe plaats verhuisd moesten worden, begon de bouw pas in 1839.
De bouw duurde jaren. Aan de decoraties werkten enkele beroemde kunstenaars mee, onder wie Vasili Soerikov en Ivan Kramskoj. Pas op de kroningsdag van Alexander III (26 mei 1883) werd de kathedraal gewijd.

### Sovjetperiode

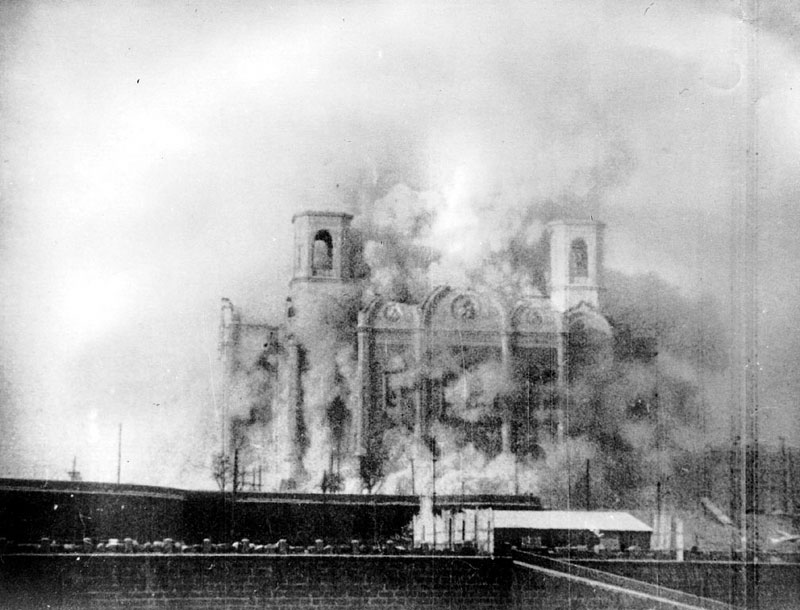
De vernietiging van de Kathedraal van Christus de Verlosser

Na de Russische Revolutie werd religie officieel afgeschaft in de Sovjet-Unie. De prominente plaats van de kathedraal aan de oever van de Moskva was een doorn in het oog van Stalin, die daar liever een communistisch monument zag. Hij schreef een competitie uit, waaraan onder anderen Le Corbusier meedeed. Het winnende ontwerp van Boris Iofan, het Paleis der Sovjets, voorzag in een wolkenkrabber met daarbovenop een 100 meter hoog standbeeld van Lenin. De totale hoogte van het gebouw zou 415 meter moeten worden, zodat het gebouw het grootste ter wereld zou zijn, groter zelfs dan het Empire State Building.
In juli 1931 werd begonnen met de sloop van de kathedraal. De laatste resten werden opgeblazen in december 1931. Enkele priesters die weigerden om de kathedraal te verlaten werden hierdoor gedood. Men had echter geen rekening gehouden met kwelwater vanuit de Moskva; het bleek onmogelijk om op die locatie een dusdanig groot gebouw neer te zetten. Uiteindelijk werd het project definitief afgeblazen door Nikita Chroesjtsjov in 1953, en de bouwput werd veranderd in het Moskvazwembad. Fragmenten en reliëfs van de gesloopte kathedraal zijn nog te vinden in de oostelijke muur van het Donskoj-klooster.

### Herbouw
Met de val van het communisme werd religie snel weer in ere hersteld in Rusland. Boris Jeltsin verleende in 1990 toestemming om een nieuwe kathedraal naar het oude ontwerp te bouwen op dezelfde locatie. Een fonds om de kathedraal te herbouwen werd gesticht in 1992, en al in 1994 werd de fundering aangebracht. De nieuwe kathedraal zou bestaan uit twee kerken: de onderkerk, de kerk van de transfiguratie, en een bovenkerk. De onderkerk werd in 1996 gewijd. De volledige kathedraal werd gewijd op 19 augustus 2000.

## Overig
Op de onderste verdieping is naast de benedenkerk ook een museum aanwezig over de geschiedenis van deze kathedraal en kerkgeschiedenis in het algemeen.

## Galerij

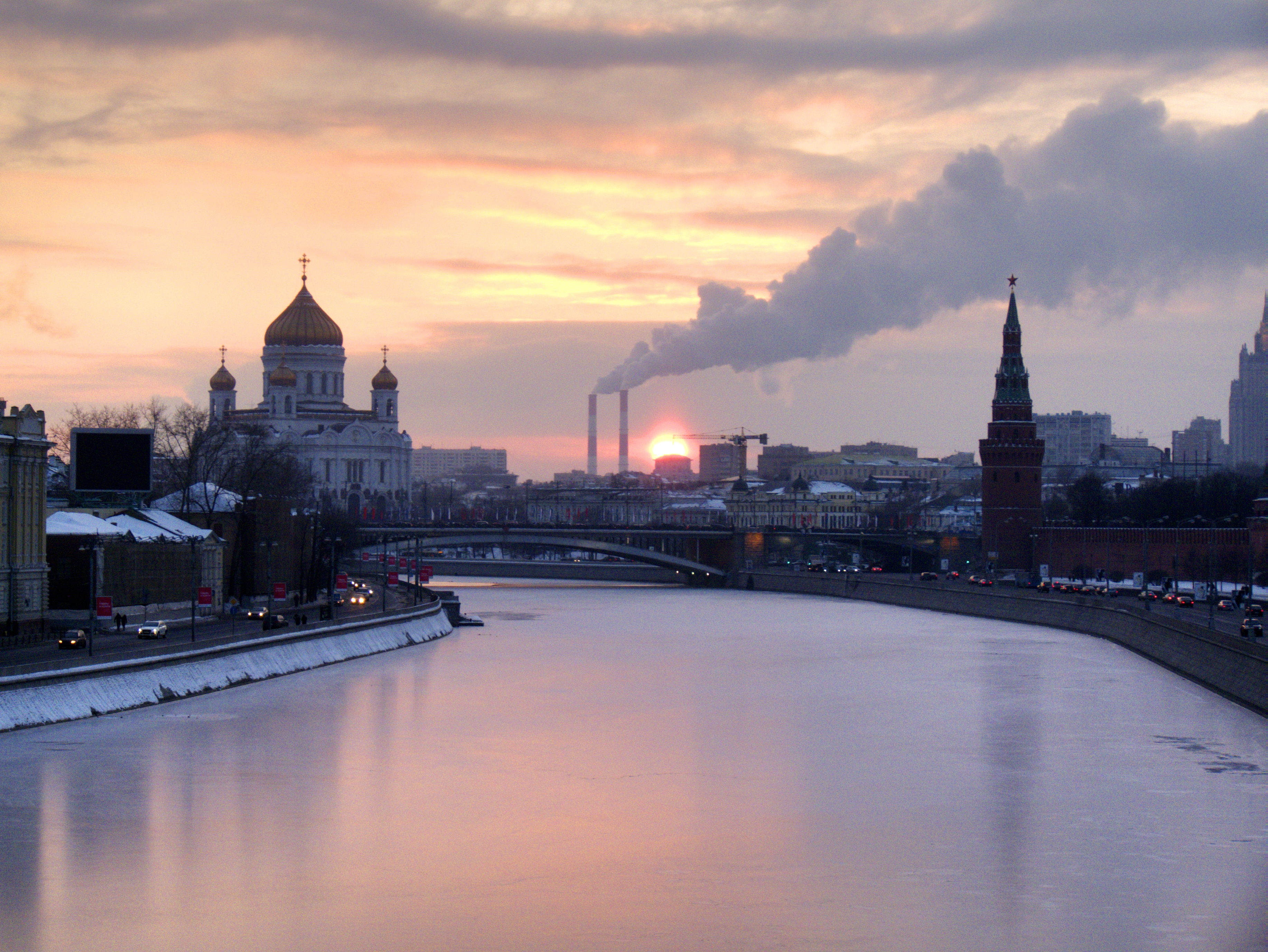
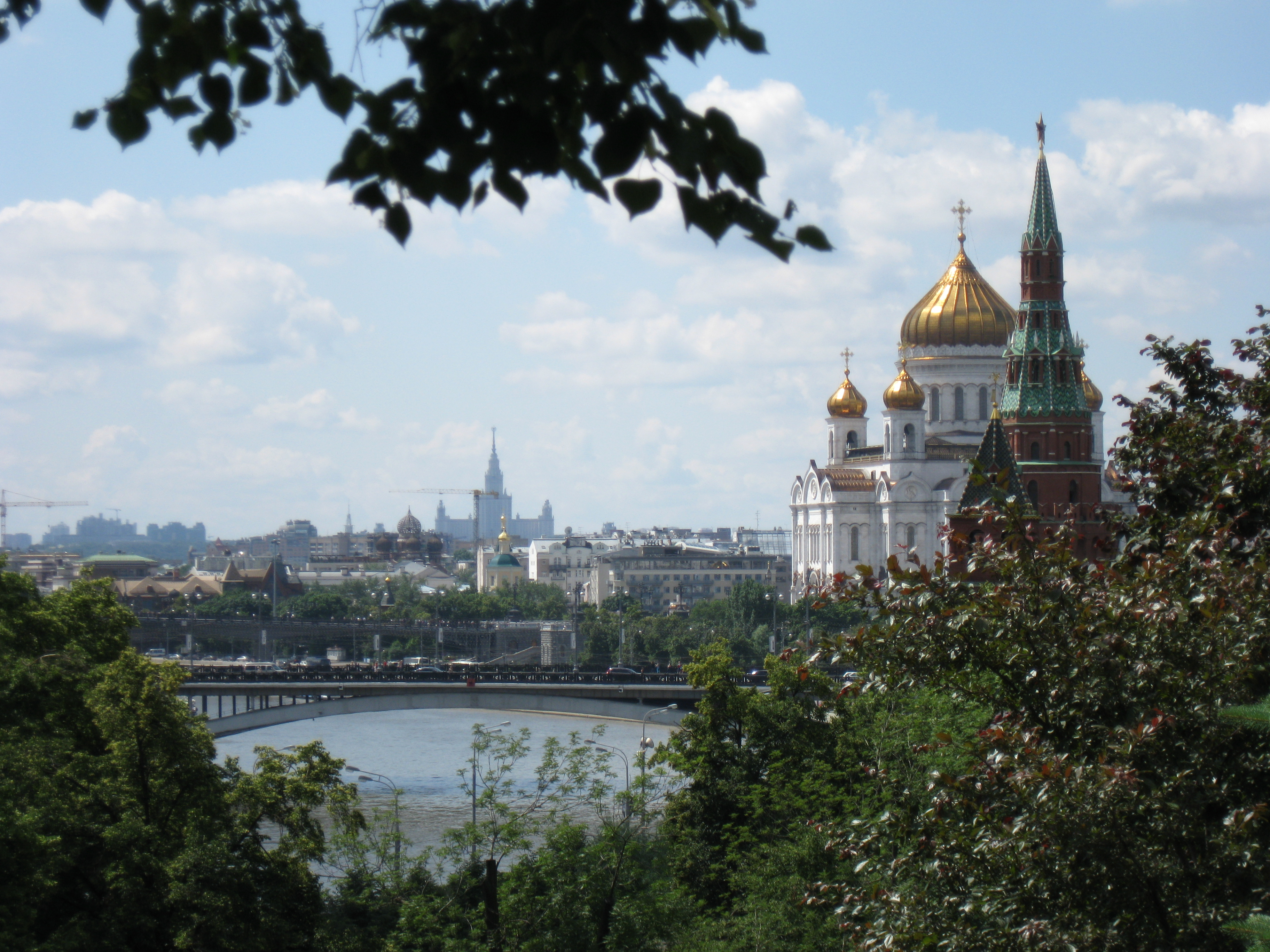
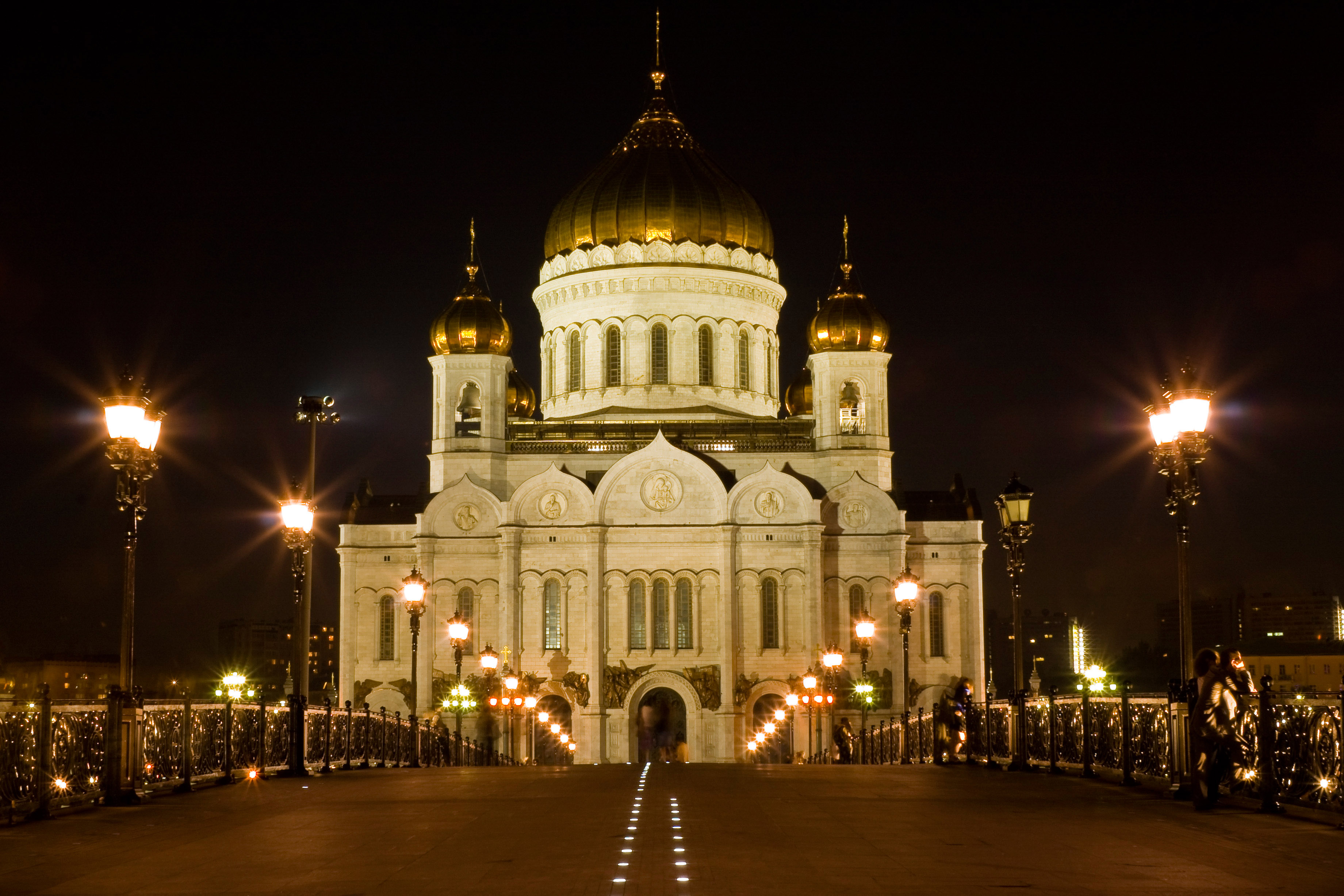
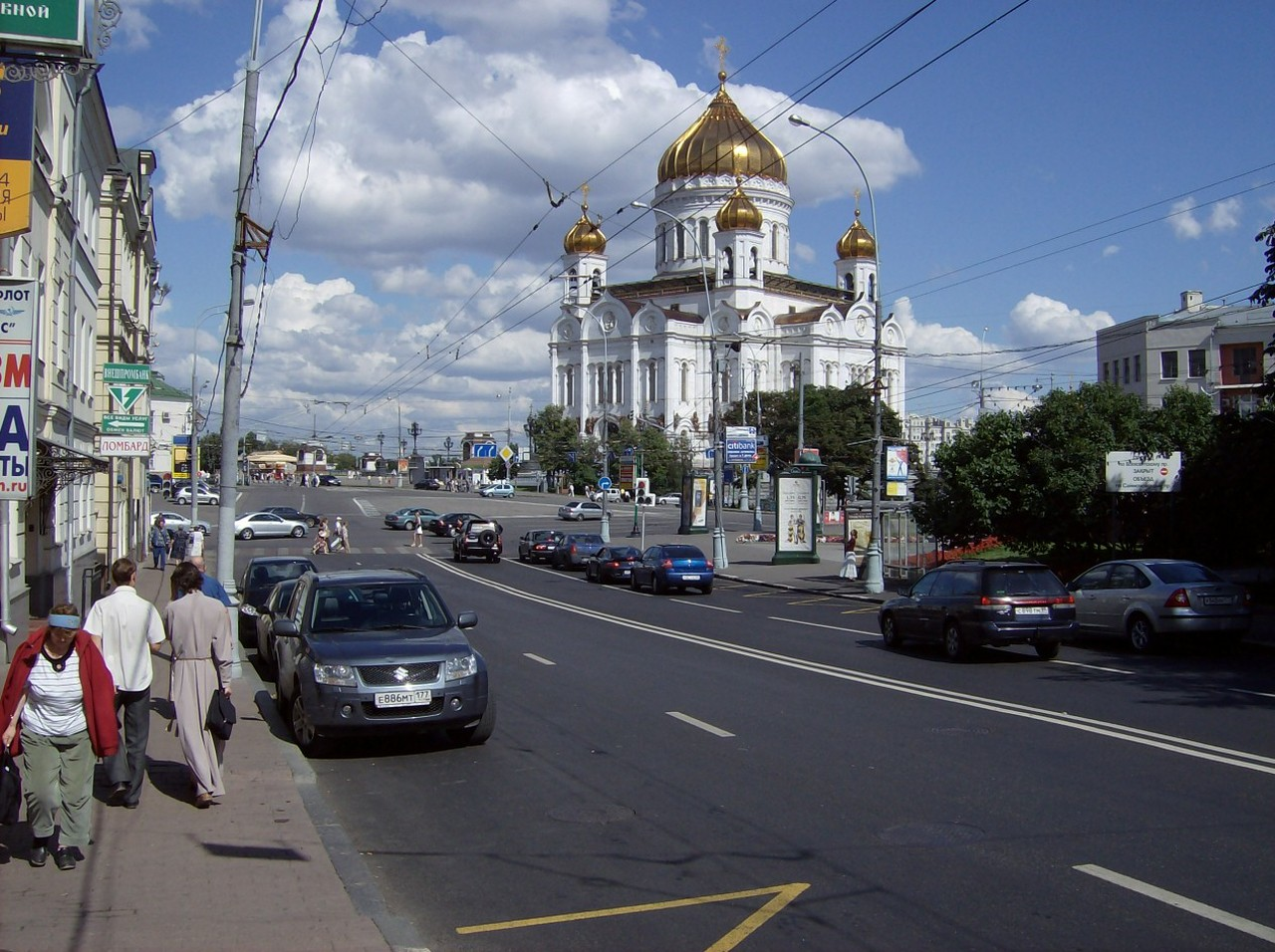
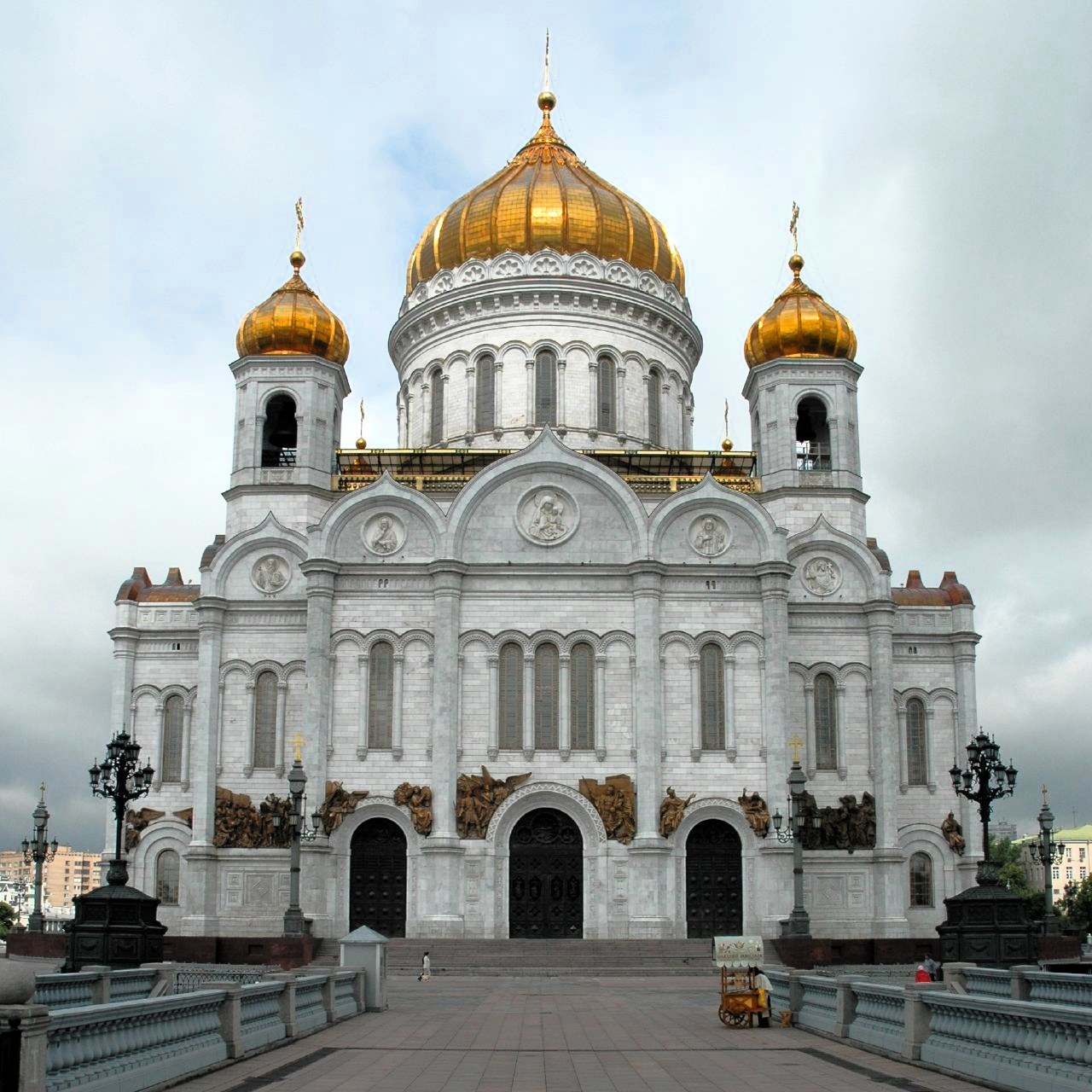
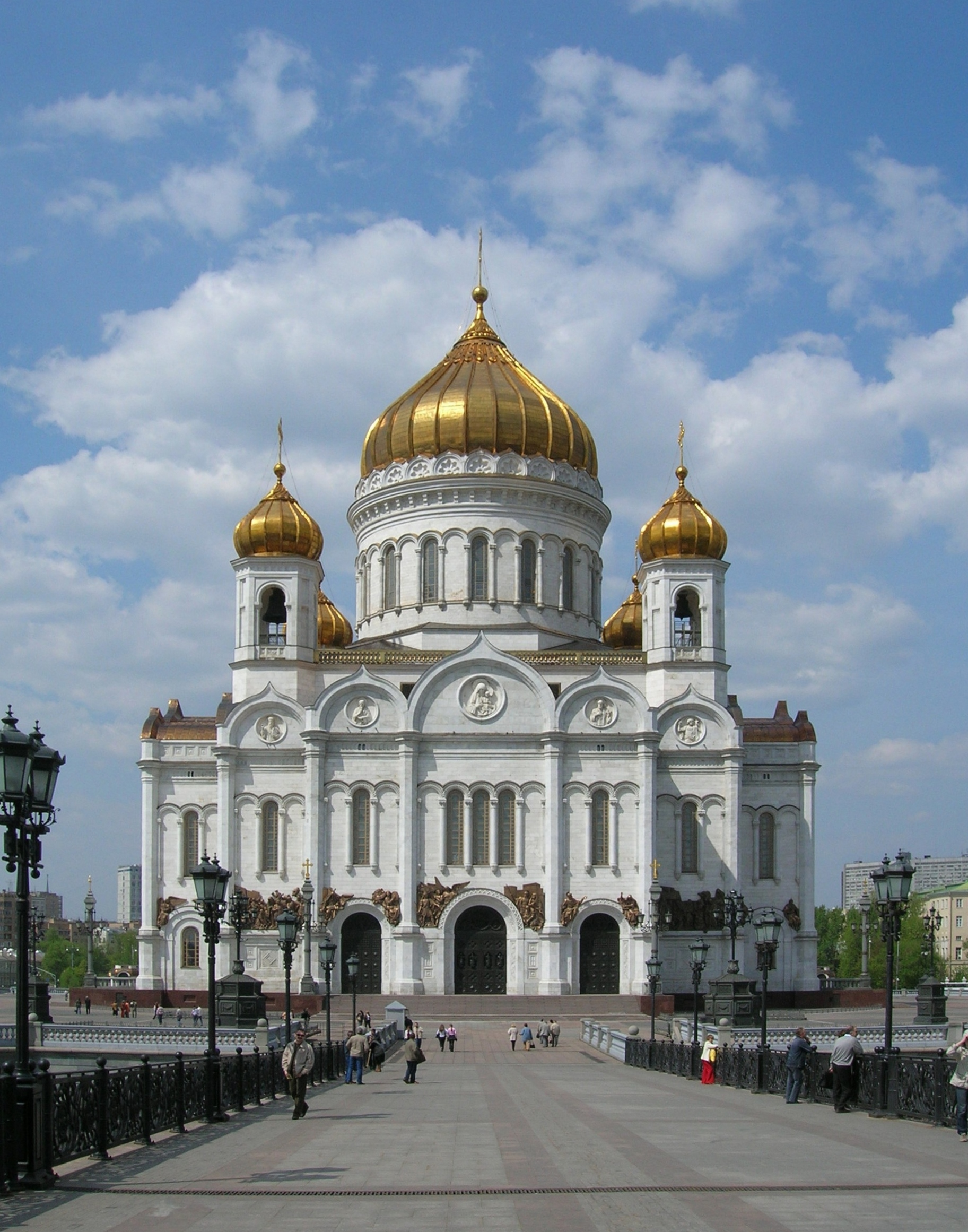
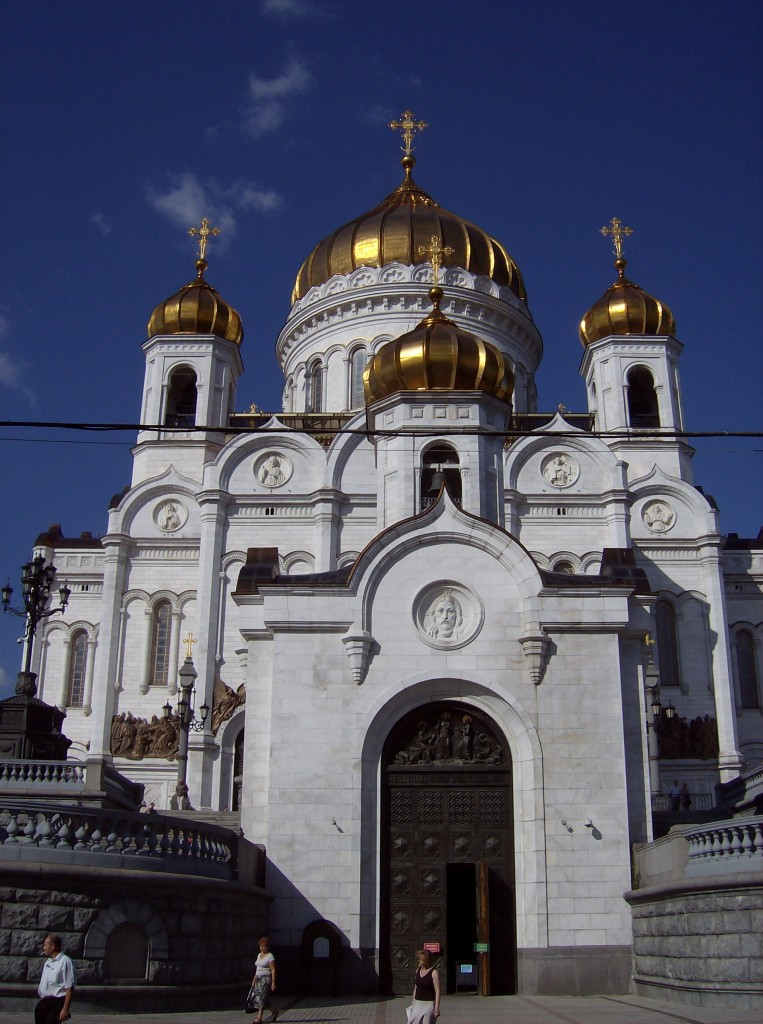
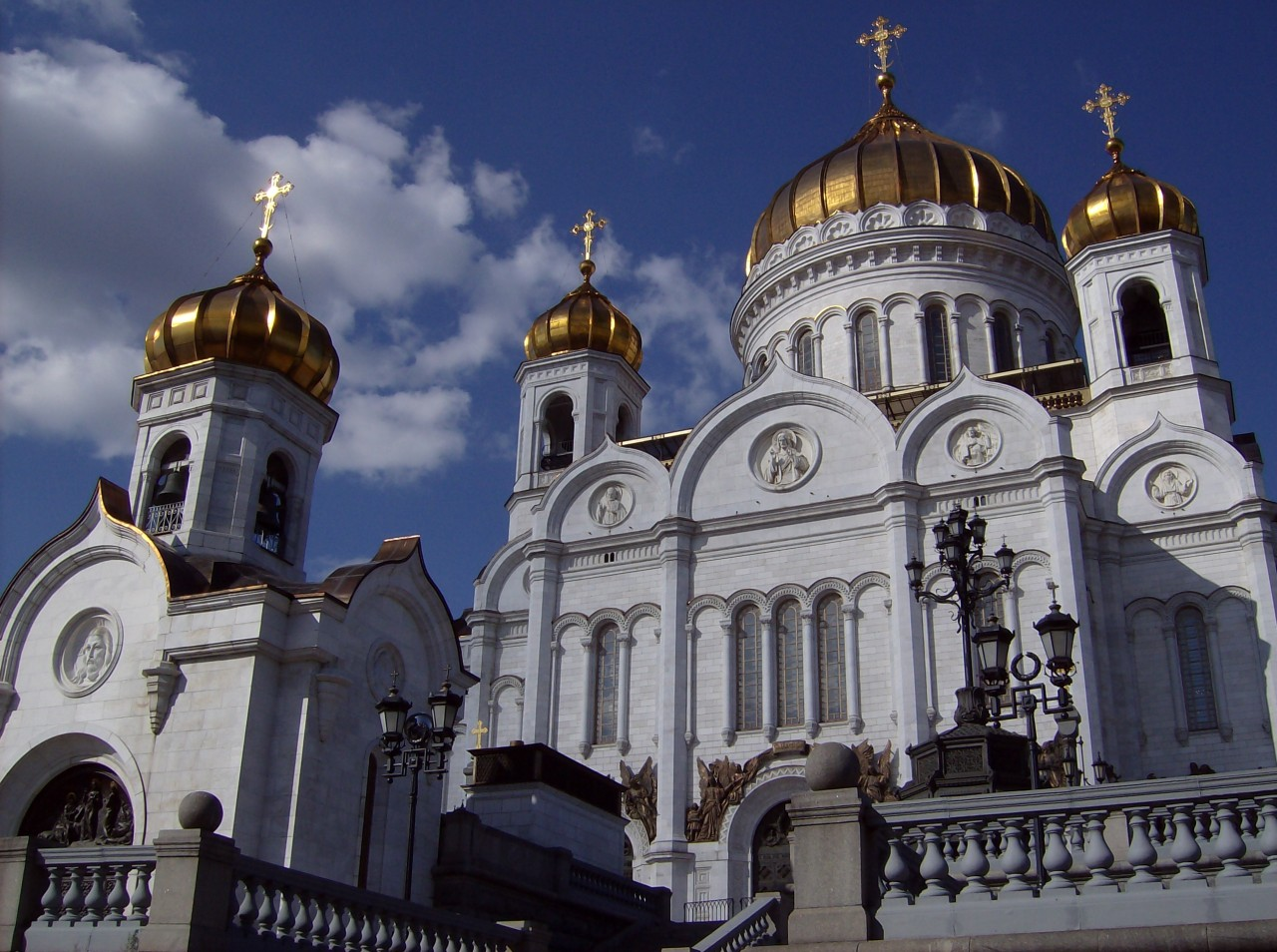
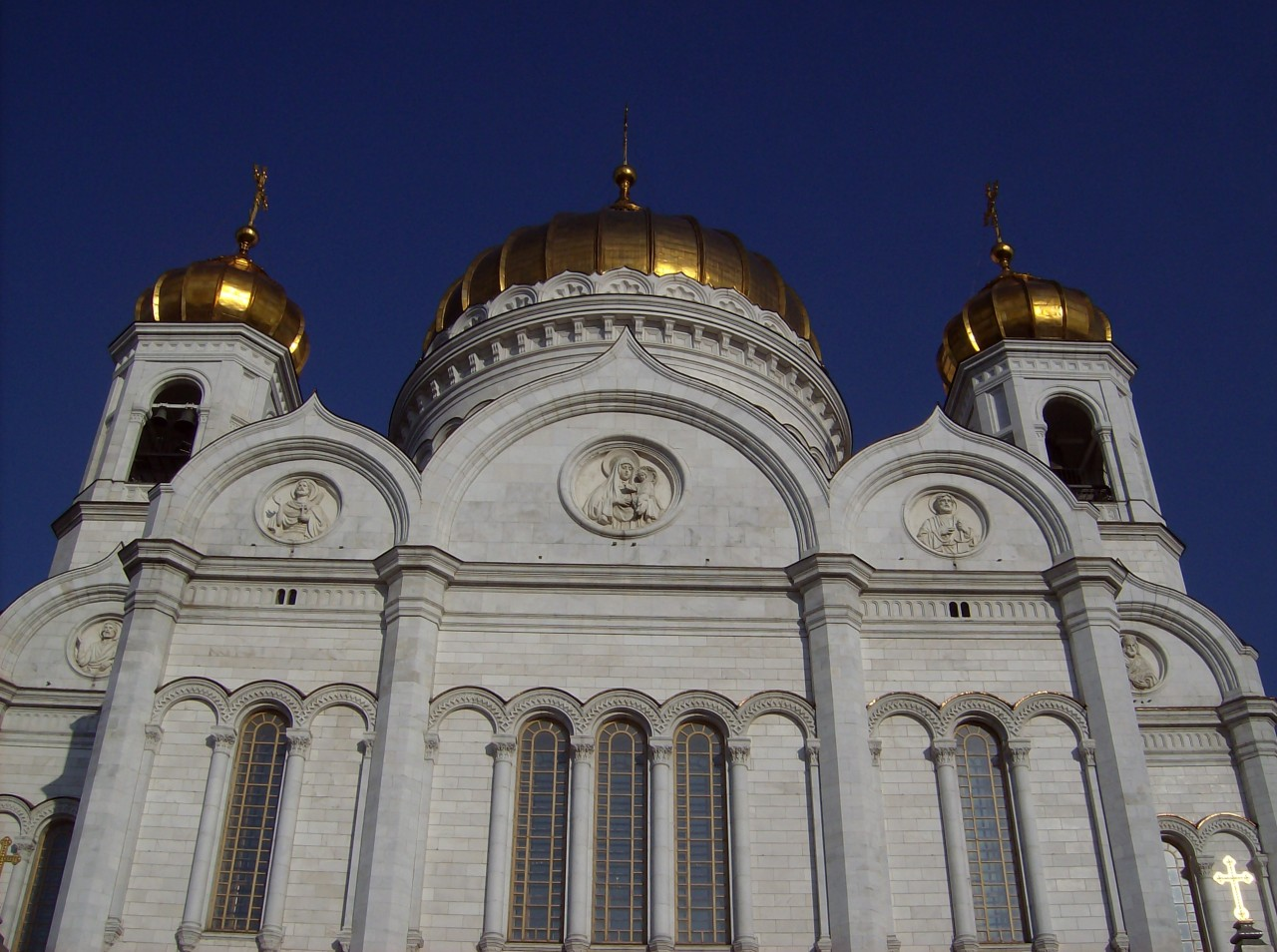
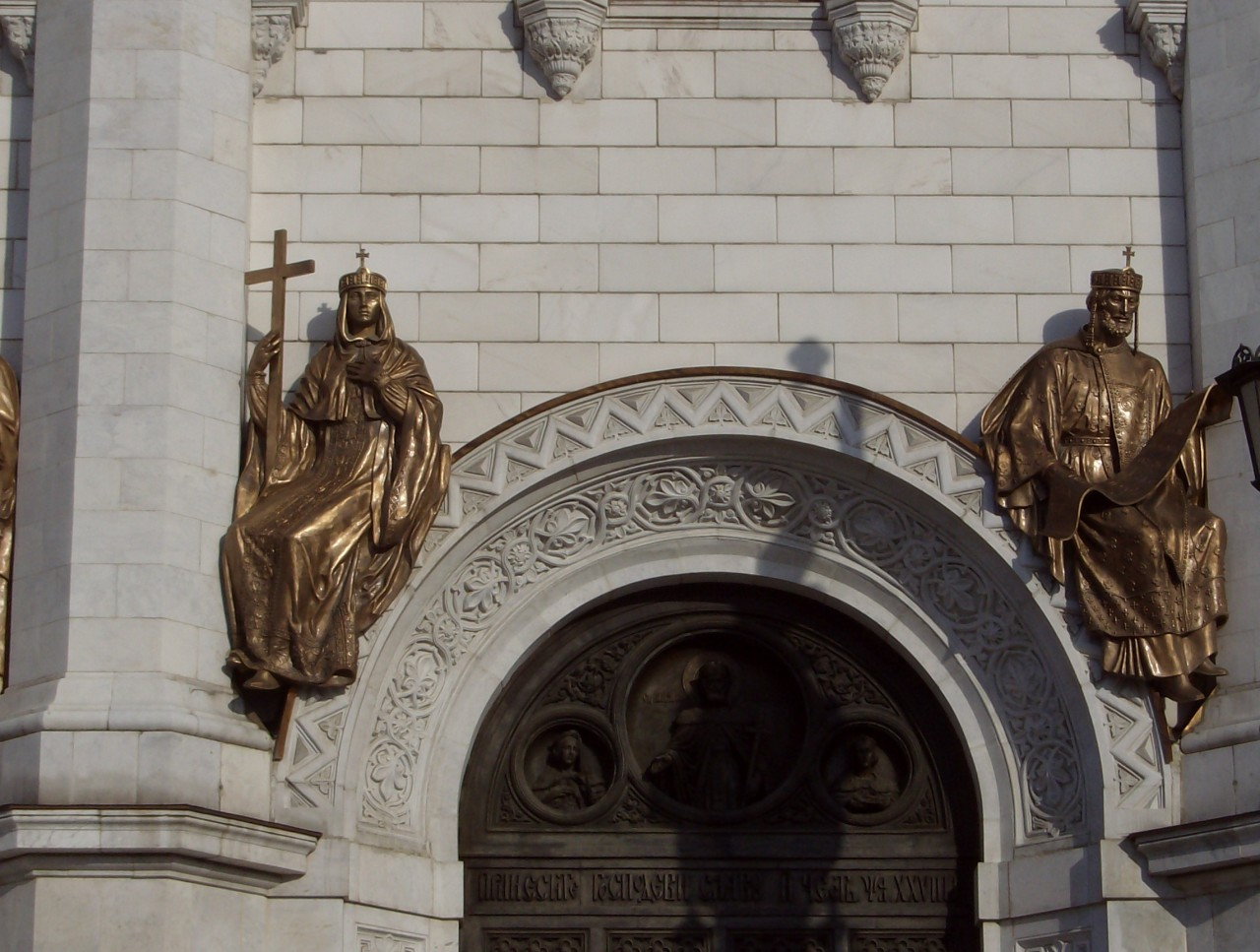
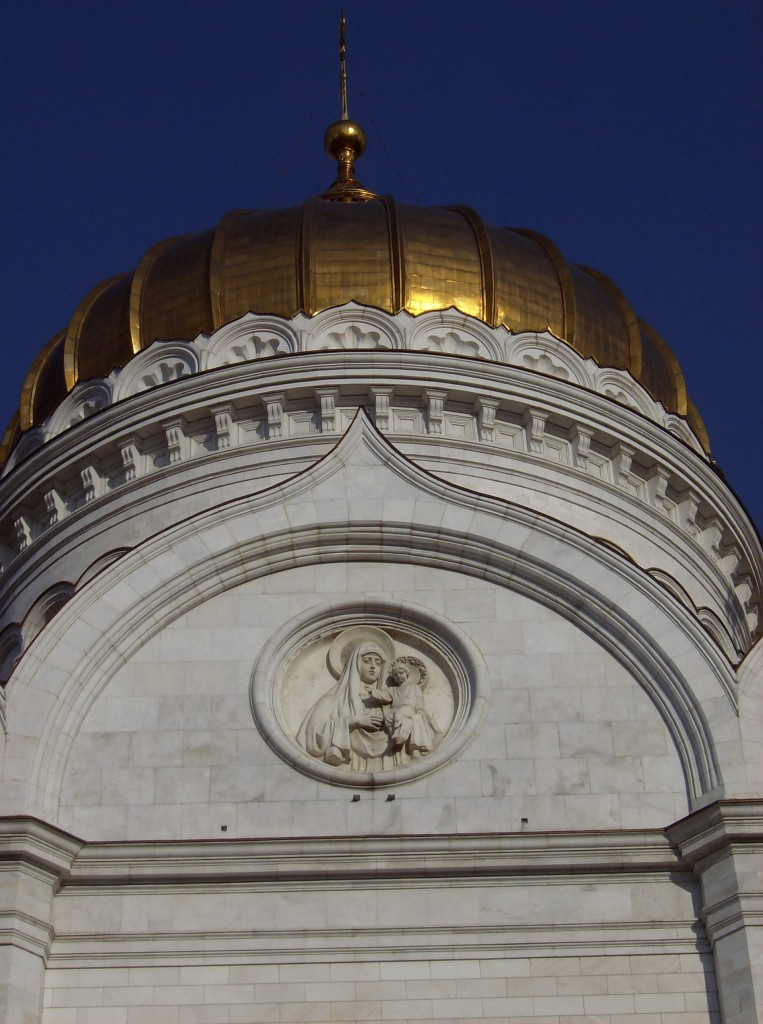
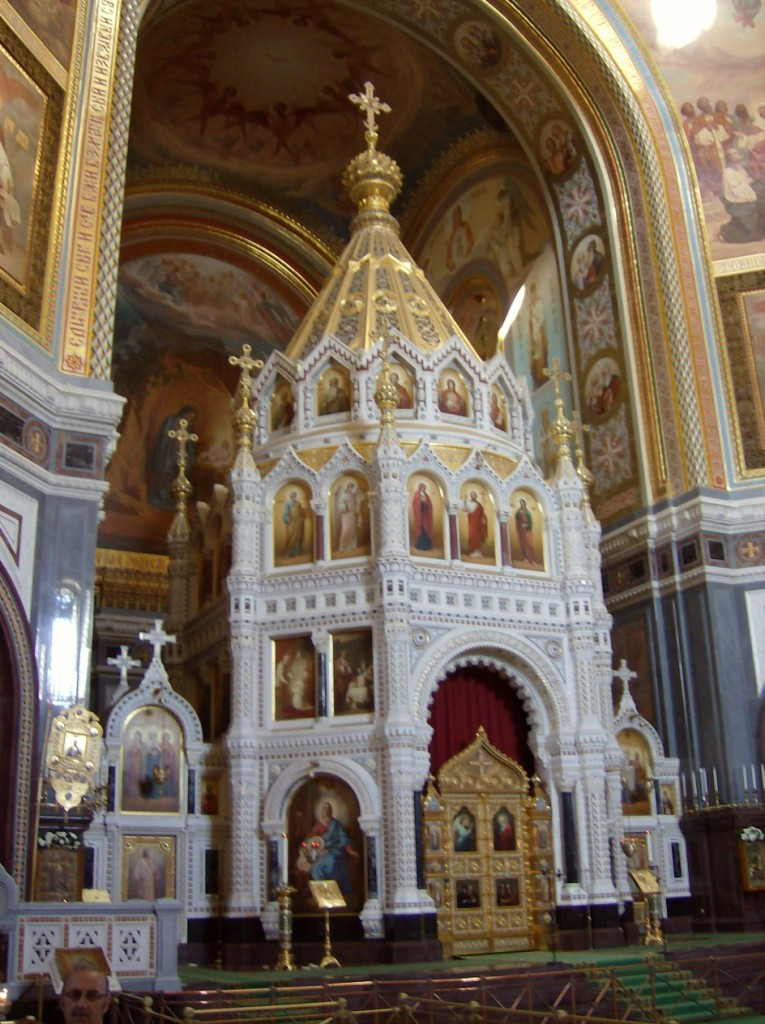
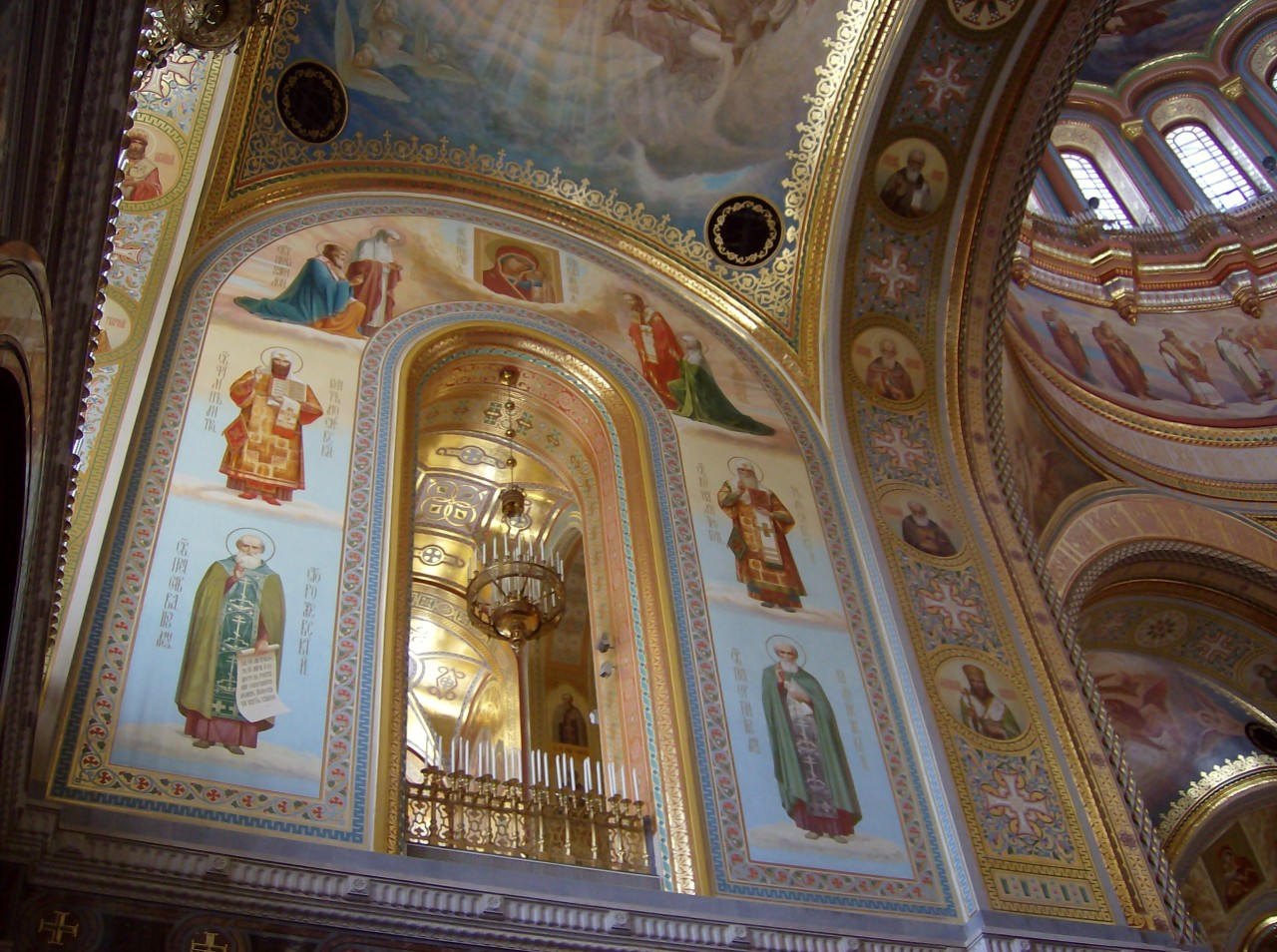
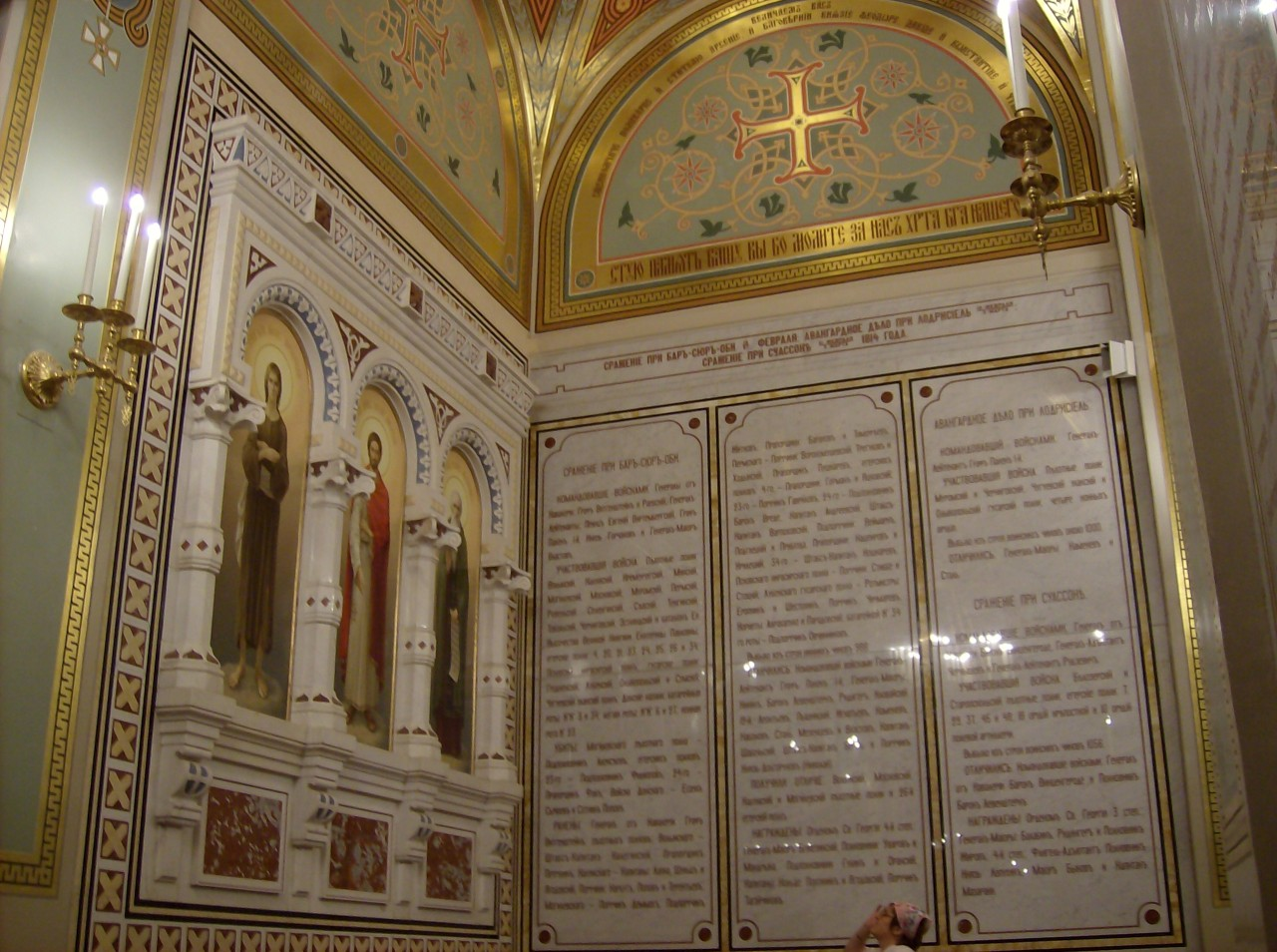